# 平方領領家
平方領領家（ひらかたりょうりょうけ）は、埼玉県上尾市及びさいたま市西区の大字。平方領々家とも表記される。
上尾市平方領領家の一部を大宮市（現・さいたま市）に編入した経緯から2つの自治体に跨る。元々は一体の領家村であった。
古くは皇族や秦氏地下家から派生した源氏の石川氏が定住した地とされる。

## 地理
埼玉県の県央地域で、上尾市南部の大宮台地上に位置する三角形の形をした地区である。上尾市の統計などでは平方地区で分類されている。東側は地頭方、南側はさいたま市西区中釘、西側は上野や上野本郷、北側は平方と隣接する。また、東側は対角線上に堤崎が位置している。地区の東端を浅間川が流れる。鉄道駅は周辺になく、地区北部の川越上尾線沿線付近を除いたほぼ全域が市街化調整区域で田畑が多く、住宅はまばらにある。南部のさいたま市との境界付近は小工場を中心とした工業地帯である。また、西部および南部に飛び地が複数ある。
地内に房地遺跡（県遺跡番号：14-359）や、東中遺跡（一部、県遺跡番号：14-073）があり、土器片が発掘されている。さいたま市西区平方領領家は全域が市街化調整区域であるが、川越線西大宮駅と指扇駅に近く、区域内は住宅が立ち並び住宅地となっている。地区内を指扇辻川が南北に流れ、南端を滝沼川が流れる。滝沼自治会が結成されている。

## 歴史
古くは皇族や秦氏地下家から派生した源氏の石川氏の子孫が源平合戦で功績を挙げた事により領地を授与し、定住して豪農となり、その豪農が領家の豪族だった事から領家と名付けられた。
江戸期は武蔵国足立郡平方領に属する領家村であった。村高は正保年間の『武蔵田園簿』では220石（田50石余、畑169石余）、『元禄郷帳』によると平方領として279石余、『天保郷帳』によると294石余であった。化政期の戸数は46軒で、村の規模は東西7町、南北10町余であった。1879年（明治12年）に同名村名との混同を防ぐために平方領を冠称し、平方領領家村となった。1875年（明治8年）の農業産物高は武蔵国郡村誌によると米72石、糯米8.6石、大麦250石、小麦90石、大豆159石、栗16石、蕎麦25石、甘藷9000貫、菜種20石であった。
発足時は幕府領、1625年（寛永2年）は岩槻藩領となる。1681年（天和元年）は再び幕府領、後幕末まで旗本羽太氏の知行となる。
- 幕末の時点では足立郡領家村であった。明治初年の『旧高旧領取調帳』の記載によると、旗本羽太八郎左衛門の知行であった[注釈 3][注釈 4]。
- 1868年（慶応4年）6月19日 - 武蔵知県事・山田政則（忍藩士）の管轄となる。
- 1869年（明治2年） 
  - 1月13日 - 武蔵知県事・宮原忠英の管轄区域に大宮県を設置、同県の管轄となる。県庁は東京府馬喰町に置かれる。
  - 9月29日 - 県庁が浦和に置かれ浦和県に改称。
- 1871年（明治4年）11月13日 - 第1次府県統合により埼玉県の管轄となる[22]。* 1872年（明治5年）3月 - 大区小区制施行により第19区に属す[27][28]。
- 1879年（明治12年）3月17日 - 郡区町村編制法により成立した北足立郡に属す。郡役所は浦和宿に設置。それに伴い、郡内に同名の村が他4ヶ所存在（現在の上尾市領家、さいたま市浦和区領家や桜区大久保領家、川口市領家）したことから平方領を冠称して[22]平方領領家村となる。
- 1884年（明治17年）7月14日 - 連合戸長役場制により成立した平方村連合に属す。連合戸長役場は平方村に設置[29]。
- 1885年（明治18年） - 上尾と川越を結ぶ道路を改良して県道（現在の埼玉県道51号川越上尾線）として開通する[30]。
- 1889年（明治22年）4月1日 - 町村制施行に伴い、平方領領家村を含む区域を以て北足立郡平方村が成立。平方村の大字平方領領家となる[22]。
- 1928年（昭和3年）11月1日 - 平方村町制施行により[31][32]、平方町の大字となる。
- 1955年（昭和30年）11月1日 - 町村合併促進法の施行に伴い、平方町が上尾町・原市町・大石村・大谷村・上平村との合併によって新たな上尾町となった事に伴い[32]、上尾町の大字となる。
- 1958年（昭和33年）7月15日 - 上尾町が市制施行され[32]、上尾市の大字となる。
- 1960年（昭和35年）9月1日 - 地内を通る県道が県道17号川越上尾線、および県道66号井戸木中野林浦和線、および県道153号大宮平方線にそれぞれ改称される[33]。
- 1982年（昭和57年）
  - 3月 - 上尾市の3月定例市議会にて平方領領家字滝沼と上野本郷字常光橋の各一部を、大宮市へ編入する際の境界変更を行なう旨を県知事に申請することを議決する[34]。
  - 11月1日 - 境界変更により、大字平方領領家字滝沼の一部が大宮市へ編入され、大宮市大字平方領領家となる[35][36]。
- 2001年（平成13年）5月1日 - 浦和市・大宮市・与野市の合併により、さいたま市の大字となる。
- 2003年（平成15年）4月1日 - さいたま市が政令指定都市に移行し、さいたま市西区の大字となる。

### 小字
- 三ツ塚[37]
- 西[注釈 5]
- 東谷
- 新堤
- 中[注釈 6]
- 前
- 房地[注釈 7]
- 一本木
- 房地下
- 寺下
- 辻下
- 滝沼

## 世帯数と人口

### さいたま市西区
2017年（平成29年）9月1日現在（さいたま市発表）の世帯数と人口は以下の通りである。
| 大字       | 世帯数 | 人口  |
| ---------- | ------ | ----- |
| 平方領領家 | 75世帯 | 162人 |

### 上尾市
2017年（平成29年）9月1日現在（上尾市発表）の世帯数と人口は以下の通りである。
| 大字       | 世帯数  | 人口    |
| ---------- | ------- | ------- |
| 平方領領家 | 542世帯 | 1,087人 |

## 小・中学校の学区

### さいたま市西区
市立小・中学校に通う場合、学区（校区）は以下の通りとなる。
| 番地 | 小学校                   | 中学校                 |
| ---- | ------------------------ | ---------------------- |
| 全域 | さいたま市立指扇北小学校 | さいたま市立指扇中学校 |

### 上尾市
市立小・中学校に通う場合、学区（校区）は以下の通りとなる。
| 番地 | 小学校             | 中学校             |
| ---- | ------------------ | ------------------ |
| 全域 | 上尾市立平方小学校 | 上尾市立太平中学校 |

## 事業所
2021年（令和3年）現在の経済センサス調査による事業所数と従業員数は以下の通りである。

### さいたま市西区
| 大字       | 事業所数 | 従業員数 |
| ---------- | -------- | -------- |
| 平方領領家 | 4事業所  | 11人     |

### 上尾市
| 大字       | 事業所数 | 従業員数 |
| ---------- | -------- | -------- |
| 平方領領家 | 45事業所 | 715人    |

## 交通

### 鉄道
地内に鉄道は敷設されていない。上尾市平方領領家の最寄駅は東端から3.5 kmの高崎線上尾駅と、南端から3 kmの川越線西大宮駅がある。何れも徒歩圏ではない。
さいたま市西区平方領領家は川越線指扇駅が最寄となる。

### 道路
さいたま市西区
- 埼玉県道57号さいたま鴻巣線 - 西辺を通る。旧称井戸木中野林浦和線。
- 扇通り[13]
- 秋葉通り

上尾市
- 埼玉県道51号川越上尾線 - 北部を掠める。
- 埼玉県道216号上野さいたま線 - 旧称大宮平方線。
- 埼玉県道57号さいたま鴻巣線 - 飛び地において西辺の境界線上を僅かに掠める。地区内は通らない。

### バス
上尾駅西口駅前より平方・川越駅方面や大宮駅西口駅前などからの路線バスが多数運行されている。
東武バスウエスト上尾営業所・東武バスウエスト大宮営業事務所
地区内は「三ツ塚」、「平方ゴルフガーデン」、「平方領家」、「平方領家南」、「一本木」バス停留所が設置されている。
上尾市コミュニティバス「ぐるっとくん」
- 平方小敷谷循環

地区内は「平方領々家」、「平方領々家南」、「一本木」バス停留所が設置されている。

## 地域

### 町内会
- 滝沼自治会（さいたま市）
- 平方領々家自治会（上尾市）[43]

### 寺社
領家村の頃は村社の氷川社のほか、天神社、大六天社、風天社、天王社、八幡社、愛宕社、神明社、稲荷社が鎮座していたが、地内に神社は存在しない。旧平方村で村内にある神社の合祀が1908年（明治41年）5月に行われたためである。合祀先は平方の氷川神社で、1909年（明治42年）9月25日に合祀祭が挙行され、橘神社に改称された。なお、さいたま市西区の平方領領家には寺社は特に存在しない。
- 清真寺[47] - 飛び地に所在する。市指定有形文化財の「十一面観世音菩薩坐像」および「胎内仏」（1960年1月1日指定）がある[48]。
- 馬頭観世音堂 - 平方領々家農村集落センターに隣接

### 施設
さいたま市西区の平方領領家には目立った施設は特に存在しない。以下は全て上尾市側に所在する。なお、上尾市側地内に街区公園や指定緊急避難場所は存在しない。
- 平方領々家農村集落センター
- 特別老人ホーム新生ホーム
- 東京電力パワーグリッド平方変電所